# April 2018
Portal Geschichte | Portal Biografien | Aktuelle Ereignisse | Jahreskalender | Tagesartikel

◄ |
20. Jahrhundert |
21. Jahrhundert

◄ |
1980er |
1990er |
2000er |
2010er
| 2020er | 2030er | 2040er

◄ |
2014 |
2015 |
2016 |
2017 |
2018
| 2019 | 2020 | 2021 | 2022 | ►

◄ |
Januar 2018 |
Februar 2018 |
März 2018 |
April 2018 |
Mai 2018 |
Juni 2018 |
Juli 2018 |
►
Dieser Artikel behandelt tagesbezogene Nachrichten und Ereignisse im April 2018.

## Tagesgeschehen

### Sonntag, 1. April 2018
- Ansongo/Mali: Im Rahmen der französisch-malischen Anti-Terror-Militäroperation „Barkhane“ (Sicheldüne) werden an der Grenze zum Niger in einem Wildschutzgebiet im Gebiet Akabar bei einem Angriff auf eine gemeinsame Aufklärungseinheit mindestens 30 Angreifer der Terrororganisation „Islamischer Staat in der größeren Sahara (ISGS)“ getötet. Die französischen Streitkräfte setzen zur Verteidigung gegen die rund 60 Angreifer auch zwei Kampfflugzeuge Mirage 2000 und zwei Kampfhubschrauber vom Typ SA 342M Gazelle ein. Der Vorfall wurde erst am 5. April bekannt.[1]
- Gaborone/Botswana: Mokgweetsi Masisi (BDP) wird als Nachfolger von Ian Khama (BDP) zum Staatspräsidenten ernannt.[2]
- Manama/Bahrain: Die Bahrain Petroleum Company (BAPCO) verkündet die Entdeckung ihres größten Ölfeldes an der Westküste. Dort sollen sich 80 Milliarden Barrel (je 159 Liter) Öl befinden. Der US-amerikanische Öl-Dienstleister Halliburton ist weiterhin an der Exploration des Ölfeldes beteiligt.[3]
- Peking/China: Für das Internet in der Volksrepublik China tritt das Verbot der Nutzung jeglicher nicht vom Staat lizenzierter Virtual-Private-Network-(VPN)-Tunnel in Kraft. Ab heute müssen auch ausländische Unternehmen und deren Mitarbeiter ausschließlich staatlich zertifizierte VPN-Tunnel einsetzen. Das Cyber-Sicherheitsgesetz von 2017 verpflichtet ausländische Unternehmen u. a. bereits dazu, ihre Daten in der VR China zu speichern.[4]
- San José/Costa Rica: Im zweiten Wahlgang der Präsidentschaftswahl in Costa Rica wird Carlos Alvarado Quesada von der Aktionspartei der Bürger zum neuen Staatspräsidenten gewählt.[5]

### Montag, 2. April 2018

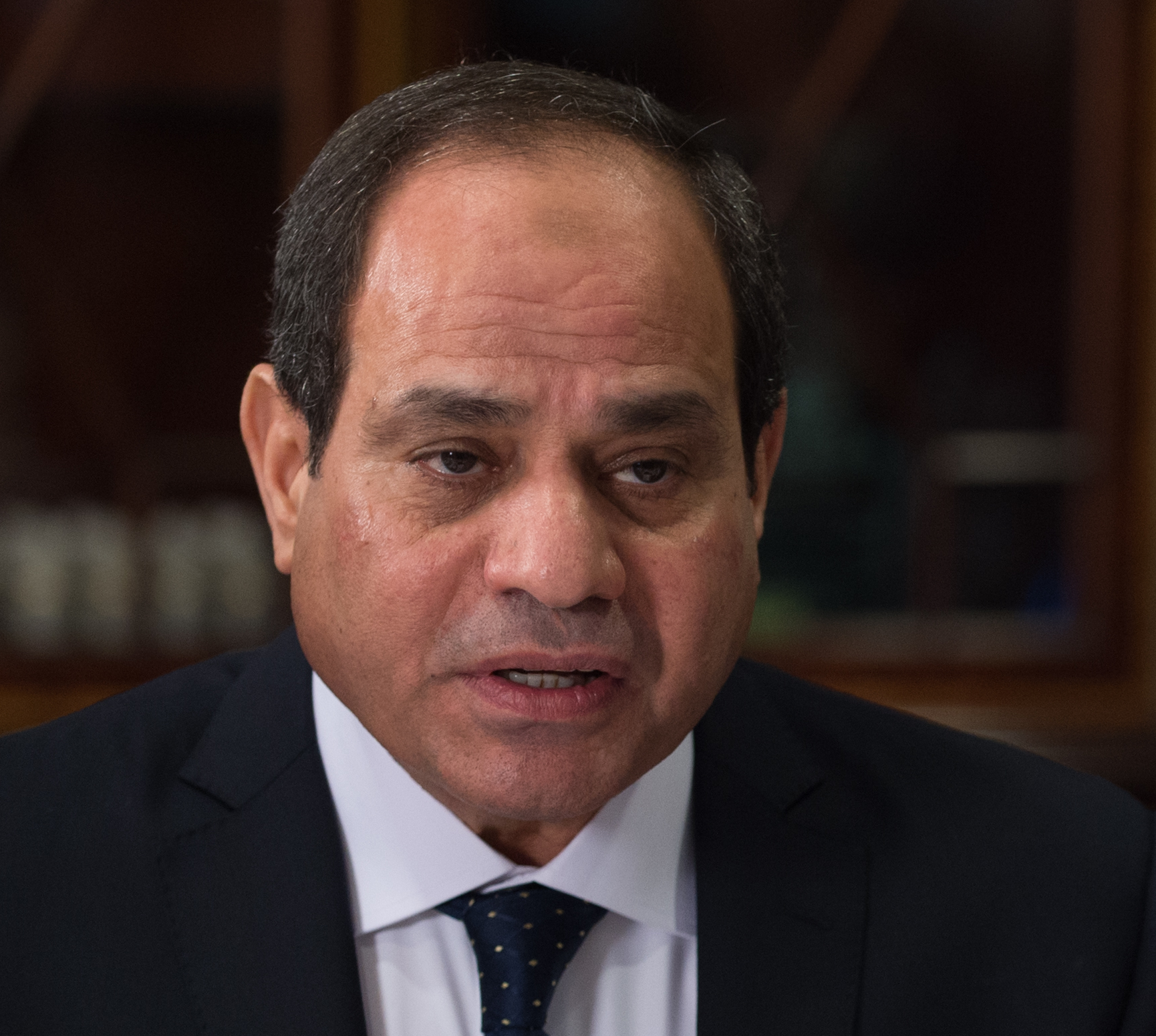
Abd al-Fattah as-Sisi

- Archi/Afghanistan: Bei einem Luftangriff der afghanischen Nationalarmee bei Dascht-e Archi im Nordosten der Provinz Kunduz nahe dem Grenzfluss Pandsch werden in der Koranschule Maulawi Gudschur Madrassa nach Angaben der 20. Pamir-Division mindestens 15 Taliban-Kämpfer getötet und 10 weitere verletzt. Darunter sollen sich auch hochrangige Mitglieder der Quetta Shura befunden haben. Auch mehrere Zivilisten sollen sich unter den Opfern befinden.[6]
- Kairo/Ägypten: Die staatliche Wahlkommission gibt den parteilosen Amtsinhaber Abd al-Fattah as-Sisi als Sieger der Präsidentschaftswahl im März bekannt. Er sei mit 97 % der abgegebenen Stimmen gewählt worden.[7]
- Papeete/Französisch-Polynesien: Tiangong 1, die erste Weltraumstation der chinesischen Weltraumorganisation CNSA, verglüht fast vollständig über dem Südpazifik rund 100 Kilometer nordwestlich von Tahiti.[8]

### Dienstag, 3. April 2018
- Ankara/Türkei: Bei dem zweitägigen Besuch des russischen Präsidenten Wladimir Putin beim türkischen Präsidenten Recep Tayyip Erdoğan werden gemeinsam offiziell die Bauarbeiten für das Kernkraftwerk Akkuyu zwischen Aydıncık und Silifke eröffnet, das von der russischen Atomstroiexport für rund 16 Milliarden Euro bis 2026 gebaut wird. Zudem sichert Putin eine beschleunigte Lieferung des 2017 bestellten mobilen Langstrecken-Luftabwehrraketensystems S-400 bis 2020 zu. Das Rüstungsgeschäft im Wert von rund 2,5 Milliarden US-Dollar wurde bereits mehrfach von den NATO-Mitgliedsstaaten kritisiert.[9]
- Genf/Schweiz: Staaten aus allen Teilen der Welt sagen den Vereinten Nationen auf einer Geberkonferenz finanzielle Hilfen in Höhe von mehr als 2 Milliarden US-Dollar für das laufende Jahr für den v. a. durch die Militärintervention im Jemen seit 2015 kriegszerstörten arabischen Staat Jemen zu. Die zwei Konfliktparteien Saudi-Arabien und die Vereinigten Arabischen Emirate (VAE) sagten davon allein rund 500 Millionen US-Dollar zu.[10]
- Riad/Saudi-Arabien: Mit Kronprinz Mohammed bin Salman gesteht erstmals ein ranghohes Mitglied des saudischen Königshauses Israel das Existenzrecht zu. Beobachter gehen allerdings davon aus, dass dieser Schritt weniger von einem Friedensprozess im Nahen Osten, sondern vielmehr wirtschaftlichen Interessen und geostrategischen Überlegungen mit Iran als gemeinsamem Gegner geleitet wird.[11]
- San Bruno/Vereinigte Staaten: Eine überzeugte Anhängerin des Veganismus, die vom Internet-Videoportal YouTube keine Bezahlung mehr für ihre veröffentlichten Beiträge erhält, begibt sich mit einer Schusswaffe auf das Unternehmensgelände der YouTube, LLC, verletzt drei Personen durch Schüsse und begeht anschließend Suizid.[12]
- Washington, D.C./Vereinigte Staaten: Der FBI-Sonderermittler Robert Mueller informiert die Zeitung The Washington Post darüber, dass keine ausreichenden Beweise für eine Verstrickung des US-Präsidenten Donald Trump in die mögliche Beeinflussung der Präsidentschaftswahl in den Vereinigten Staaten 2016 durch Russland vorliegen.[13]

### Mittwoch, 4. April 2018
- Gold Coast/Australien: Die 21. Commonwealth Games beginnen. Australische Ureinwohner (Aborigines) demonstrieren bei der Eröffnungsfeier sowohl gegen ihre Benachteiligung als auch gegen die Spiele.[14]
- London/Vereinigtes Königreich: Der erste Direktzug nach Amsterdam verlässt den Bahnhof St Pancras in der britischen Hauptstadt. Betreiber ist die Eurostar International.[15]
- Mina Salman/Bahrain: Salman bin Hamad bin Isa Al Chalifa, Oberbefehlshaber der Streitkräfte Bahrains eröffnet mit dem britischen Prinzen Andrew offiziell die weiter modernisierte Marinebasis in Mina Salman. Auf der britischen Marinebasis, die 1971 nach der Unabhängigkeit Bahrains geschlossen wurde, werden wieder bis zu 500 Soldaten zur Unterstützung im Kampf gegen Terrororganisationen wie den Islamischen Staat dauerhaft stationiert.[16]
- Sohag/Ägypten: Ein Gericht verurteilt 199 Anhänger der Muslimbruderschaft, darunter viele in Abwesenheit, wegen Terrorismus zu Haftstrafen von 15 bis 25 Jahren. Verurteilt werden sie auch wegen des Inbrandsetzens von Bahnschwellen und dem Werfen von Sprengsätzen auf Polizeistationen in der Provinz Sohag.[17]

### Donnerstag, 5. April 2018
- Riad/Saudi-Arabien: Im Zuge des Modernisierungsprozesses vergibt das saudische Königshaus erstmals seit 35 Jahren eine Kinolizenz. Am 18. April soll das erste Lichtspielhaus in der saudischen Hauptstadt eröffnet werden. Das Regierungszentrum für Internationale Kommunikation will bis zum Jahr 2030 Lizenzen für mehrere hundert Kinos erteilen, was bisher aus religiösen Gründen ausgeschlossen war.[18]
- Schleswig/Deutschland: Das Schleswig-Holsteinische Oberlandesgericht stellt fest, dass im Fall des am 25. März bei Schuby verhafteten ehemaligen Präsidenten der katalanischen Autonomieregierung Carles Puigdemont der in Betracht kommende Straftatbestand des Hochverrats nach dem deutschen Recht nicht erfüllt ist, weil es in Puigdemonts Handlungen am Merkmal der „Gewalt“ gefehlt habe. Im Hinblick auf den Tatbestand der Untreue, der ebenfalls zu einer Auslieferung an Spanien führen kann, werde auf belastendes Material gewartet.[19]

### Freitag, 6. April 2018
- Duma/Syrien: Die Syrische Beobachtungsstelle für Menschenrechte berichtet von mindestens 32 Toten und 40 Verletzten bei Luftangriffen der syrischen und russischen Streitkräfte auf die von Saudi-Arabien unterstützte oppositionellen Rebellenbewegung Dschaisch al-Islam, die die Stadt weiterhin besetzt.[20]
- Mojave Air & Space Port/USA: Die VSS Unity, die zweite Version des SpaceShipTwo der Virgin Galactic, absolviert erfolgreich einen Testflug mit Zündung der Raketenmotoren nach dem Ausklinken vom Trägerflugzeug Eve.[21]
- Paris/Frankreich: Auf einer Libanon-Konferenz (CEDRE) nehmen Vertreter von rund 40 Ländern sowie der Weltbank und des Internationalen Währungsfonds (IWF) teil. Dem Libanon werden aufgrund der Belastungen durch den Bürgerkrieg in Syrien und den über 1,5 Millionen syrischen Flüchtlingen im Land insgesamt 11 Milliarden US-Dollar an zinsgünstigen Krediten und Hilfszahlungen zugesagt, darunter vier Milliarden US-Dollar der Weltbank für die nächsten fünf Jahre, 1,35 Milliarden US-Dollar durch die Europäische Bank für Wiederaufbau und Entwicklung (EBRD) und eine Milliarde als Kreditlinie durch Saudi-Arabien. Bereits im Februar 2018 erhielt das Land auf einer Konferenz in Rom Hilfszusagen für die libanesischen Streitkräfte in Höhe von 450 Millionen Euro.[22][23]

### Samstag, 7. April 2018
- Curitiba/Brasilien: Der ehemalige brasilianische Präsident Lula da Silva (PT) tritt seine zwölfjährige Haftstrafe wegen Korruption an.[24]
- Aubervilliers/Frankreich: Olivier Faure tritt sein Amt als Parteivorsitzender der Sozialistischen Partei an.[25]
- Augsburg/Deutschland: Der FC Bayern München wird durch ein 4:1 beim FC Augsburg vorzeitig Deutscher Fußballmeister 2018.[26]
- Palästinensische Autonomiegebiete: Die am 31. März gestarteten palästinensischen Massenproteste an der Grenze zwischen den Autonomiegebieten und Israel forderten in der letzten Woche mindestens neun weitere Todesopfer durch Beschuss seitens der Israelischen Streitkräfte.[27]
- Wien/Österreich: In der Hofburg wird die Frauenfußballnationalmannschaft Österreichs bei der 29. Verleihung des österreichischen Fernseh- und Filmpreises Romy für den „TV-Moment des Jahres 2017“ geehrt. Die Sportlerinnen erreichten bei der Europameisterschaft unerwartet das Halbfinale.[28]

### Sonntag, 8. April 2018
- Budapest/Ungarn: Die regierende Partei Fidesz mit dem Ministerpräsidenten Viktor Orbán als Spitzenkandidat steigert ihren Stimmenanteil bei der Parlamentswahl gegenüber 2014 um rund 5 % auf 49,2 %.[29]

### Montag, 9. April 2018
- Jerewan/Armenien: Armen Sarkissjan tritt sein neues Amt als Staatsoberhaupt Armeniens an.[30]
- London/Vereinigtes Königreich: Bei der Verleihung der International Opera Awards 2018 im London Coliseum werden u. a. der Opernintendant Bernd Loebe, der Ausstatter Paul Steinberg und die Bayerische Staatsoper ausgezeichnet.[31]

### Dienstag, 10. April 2018
- Karlsruhe/Deutschland: Das Bundesverfassungsgericht erklärt die Bemessung der von den Kommunalverwaltungen erhobenen Grundsteuer für verfassungswidrig.[32]

### Mittwoch, 11. April 2018
- Baku/Aserbaidschan: Bei der Präsidentschaftswahl erhält Amtsinhaber İlham Əliyev nach Schätzungen unterschiedlicher ausländischer Organisationen über 80 % der abgegebenen Stimmen. Er regiert das Land seit 2003.[33]
- Boufarik/Algerien: Beim Absturz eines Flugzeugs der Algerischen Luftstreitkräfte vom Typ Iljuschin Il-76 kommen mindestens 257 Menschen ums Leben.[34]
- Warschau/Polen: Die Ermittler, die sich mit dem Flugunfall von Smolensk 2010 im April 2010 beschäftigen, bei dem u. a. das polnische Staatsoberhaupt Lech Kaczyński ums Leben kam, veröffentlichen einen Bericht, dem zufolge sich an Bord vor dem Unfall eine Explosion ereignete. Zudem habe die Flugverkehrskontrolle Smolensk-Nord, Russland, den Piloten irreführende Informationen gegeben.[35]

### Donnerstag, 12. April 2018
- Bayreuth/Deutschland: Das Markgräfliche Opernhaus wird nach jahrelanger Sanierung mit der Oper Artaserse wiedereröffnet.
- Klagenfurt am Wörthersee/Österreich: Konstituierende Sitzung des Kärntner Landtages der 32. Gesetzgebungsperiode und Wahl und Angelobung der Landesregierung Kaiser II.[36]
- Gambia: Der erste Wahlgang der Regionalwahlen in Gambia findet statt. Der zweite Wahlgang folgt einen Monat später. Die meisten der insgesamt 302.528 abgegebenen Stimmen (Wahlbeteiligung bei 34,1 %) erreichte die United Democratic Party (UDP).[37]

### Freitag, 13. April 2018
- Berlin/Deutschland: Chris Dercon tritt mit sofortiger Wirkung als Intendant der Berliner Volksbühne zurück.[38]

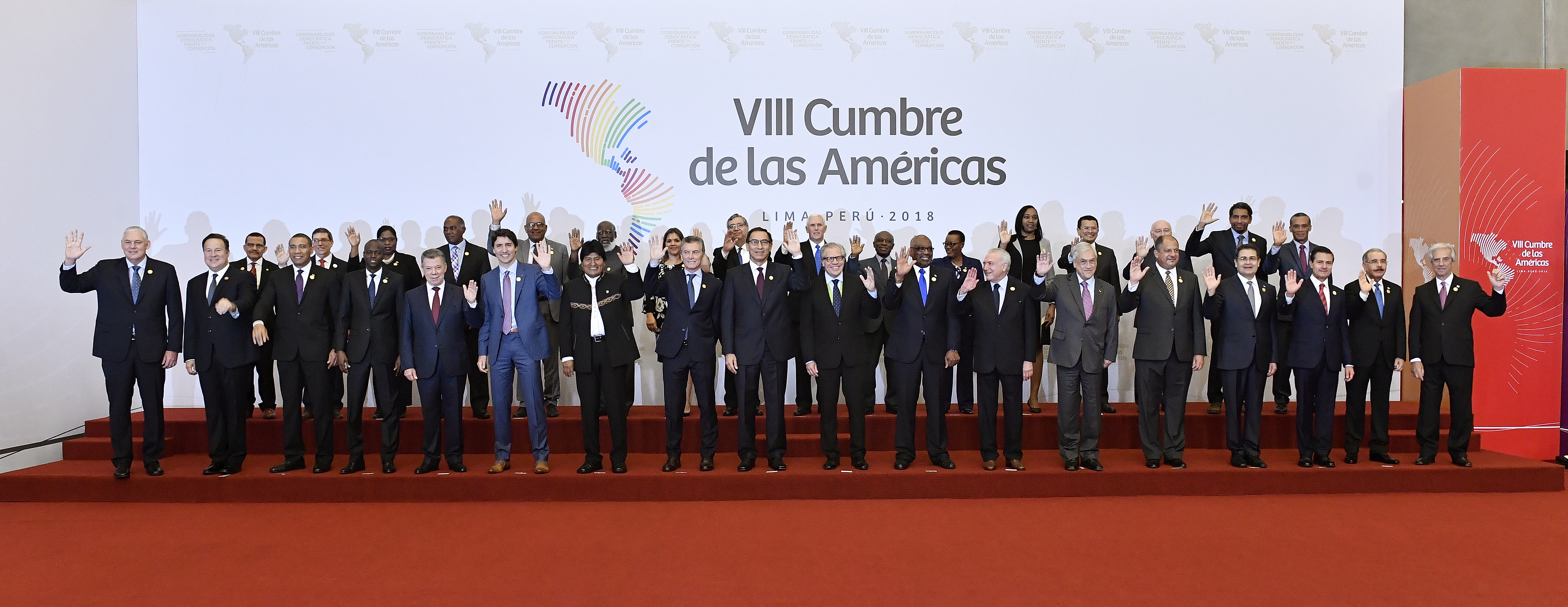
Teilnehmer des 8. Amerika-Gipfels

- Lima/Peru: Beginn des zweitägigen 8. Amerika-Gipfels.
- Moskau/Russland: Das Verteidigungsministerium Russlands beschuldigt die Streitkräfte des Vereinigten Königreichs, einen Chlorgas-Angriff auf die syrische Stadt Duma inszeniert zu haben. Vertreter Deutschlands, Frankreichs, der Vereinigten Staaten und des Vereinigten Königreichs vertreten die Ansicht, dass der syrische Präsident Baschar al-Assad die Stadt am 7. April tatsächlich mit Giftgas angreifen ließ. Die deutsche Bundeskanzlerin Angela Merkel bezeichnete es als „sehr klar und sehr deutlich“, dass chemische Waffen eingesetzt wurden.[39][40]

### Samstag, 14. April 2018

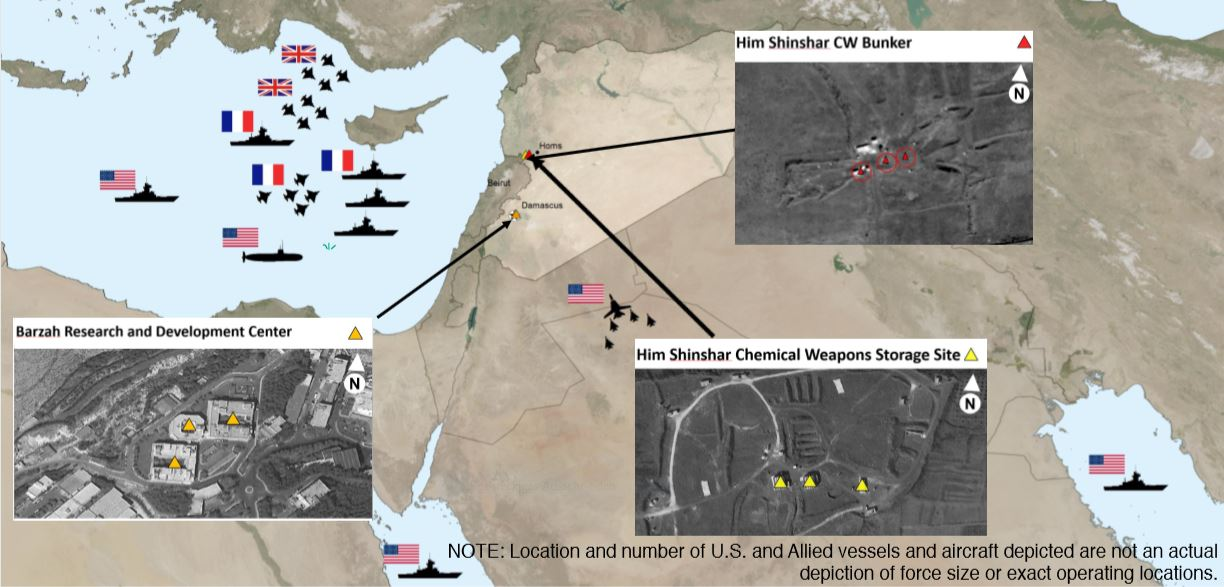
Karte des US-Verteidigungsministeriums zu den Angriffszielen in Syrien

- Den Haag/Niederlande: Zur Klärung des Verdachts auf einen Giftgas-Angriff auf die syrische Stadt Duma durch die regierungstreuen syrischen Streitkräfte am 7. April entsendet die Organisation für das Verbot chemischer Waffen Mitarbeiter, die den Fall vor Ort untersuchen sollen. Die Organisation Weißhelme meldete zuvor 40 Todesopfer durch den fraglichen Angriff.[41]
- Homs, Rif Dimaschq/Syrien: Die Streitkräfte der Vereinigten Staaten, Frankreichs und des Vereinigten Königreichs nehmen Einrichtungen in Barseh und Him Shinshar unter Beschuss, die eine Rolle bei der Produktion und der Vorhaltung von Chemiewaffen spielen sollen. Über einhundert Marschflugkörper werden auf Syrien abgefeuert.[42]

### Sonntag, 15. April 2018
- Aşgabat/Turkmenistan: Die turkmenische Regierung verbietet den Import von Bikinis. Eine Begründung für den Schritt wird nicht bekanntgegeben.[43]
- Barcelona/Spanien: Aus Solidarität mit den von der spanischen Justiz inhaftierten Politikern des Wahlbündnisses Junts per Catalunya versammeln sich mehr als 100.000 Menschen in den Straßen der Stadt. Neben der Freilassung der Politiker fordern sie die Unabhängigkeit der Autonomen Gemeinschaft Katalonien von Spanien.[44]
- Dhahran/Saudi-Arabien: 29. Gipfeltreffen der Arabischen Liga
- Podgorica/Montenegro: Bei der Präsidentschaftswahl siegt bereits im ersten Wahlgang Milo Đukanović von der Demokratischen Partei der Sozialisten, der von 1998 bis 2002 schon einmal Präsident sowie mehrfach (1991–1998, 2002–2006, 2008–2010 und 2012–2016) Ministerpräsident des Landes war.[45]

### Montag, 16. April 2018
- London/Großbritannien: Sechs Monate nach dem Mord an der maltesischen Journalistin und Bloggerin Daphne Caruana Galizia kritisieren über 250 Schriftsteller in einem offenen Brief des Autorenverbandes P.E.N. die schleppende Aufklärung des Verbrechens und richten sich auch an die Europäische Kommission. Die Ermittlungen genügen nicht den internationalen Ansprüchen „von Unabhängigkeit, Unbefangenheit und Effektivität“ und die maltesische Regierung und die Behörden würden auch nichts gegen die regelmäßige „Zerstörung“ des Mahnmals für die Journalistin in Valletta, der diesjährigen Kulturhauptstadt Europas, unternehmen. Zu den Unterzeichnern des Briefes gehören unter anderem Jennifer Clement, John Ralston Saul, Per Wästberg, Margaret Atwood, Salman Rushdie, Yann Martel, Ian McEwan, Ilija Trojanow, Roswitha Quadflieg, Tanja Kinkel, Carlos Collado Seidel, Michael Krüger, Burkhard Bierschenck, Ursula Krechel, Johano Strasser, Katja Behrens, Carolin Emcke, Christa Schuenke, Sascha Feuchert, Josef Haslinger, Alice Schwarzer, Gert Heidenreich, Franziska Sperr, Heinrich Peuckmann, Jürgen Jankofsky, Petra Morsbach, Nora Bossong, Aslı Erdoğan, Can Dündar und Elif Shafak. In verschiedenen Städten Europas wurden Mahnwachen für Galizia abgehalten.[46][47]
- Moskau/Russland: Russland sperrt den Zugang zu rund 18 Millionen IP-Adressen der Cloud-Dienste von Amazon und Google, um die Umgehung der Sperre des Instant-Messaging-Dienstes Telegram zu unterbinden.[48]
- New York/Vereinigte Staaten: Bei der Bekanntgabe der Gewinner der 102. Pulitzer-Preise für Journalisten und Medienunternehmen wird die Zeitung The New York Times in drei Kategorien mit dem ersten Platz bedacht und damit öfter als jedes andere Medium. Den Preis in der Kategorie für Investigativen Journalismus erhält die Washington Post.[49]

### Dienstag, 17. April 2018

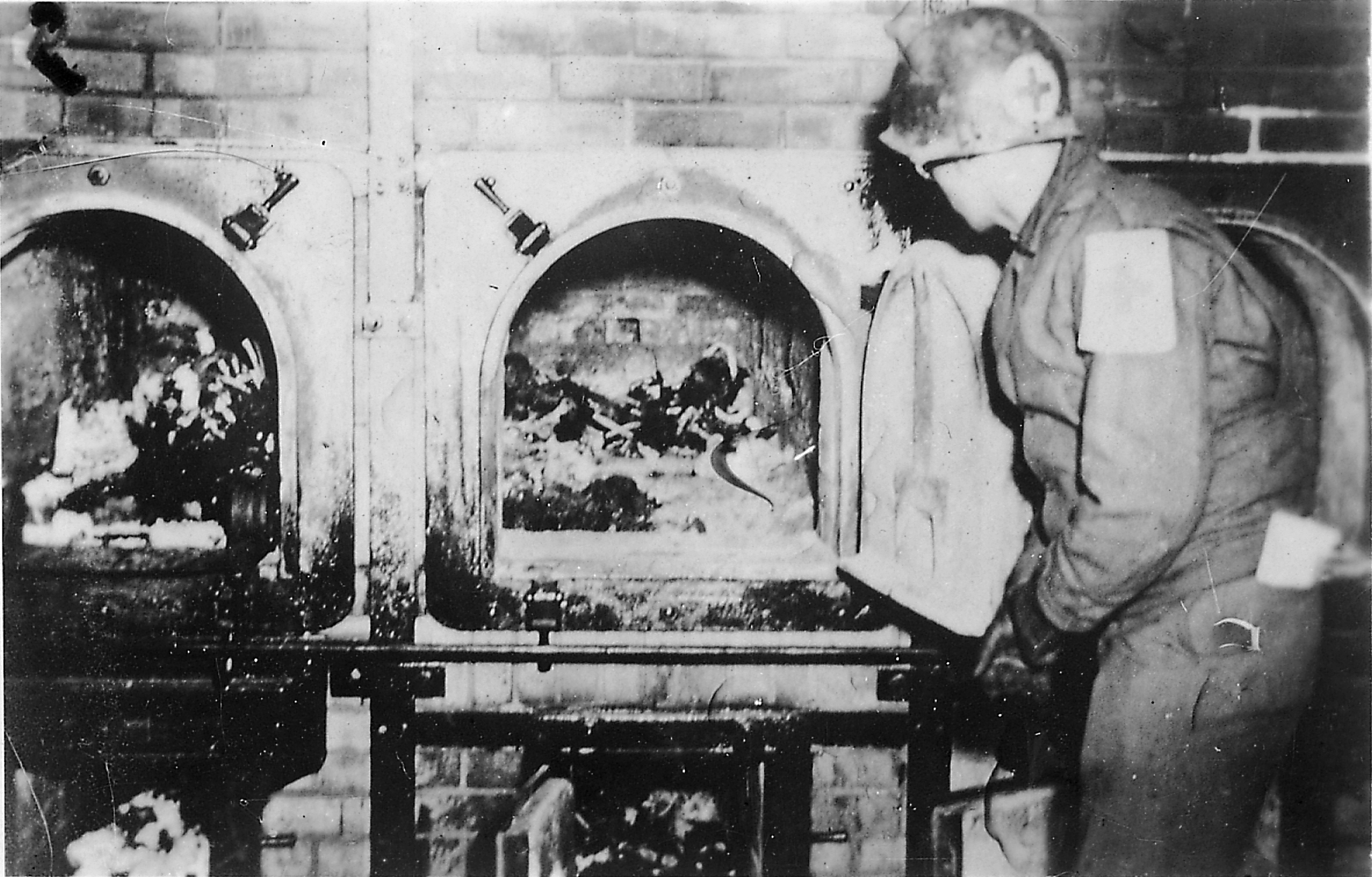
Die Zeile „Mache wieder mal 'nen Holocaust“ liegt offiziell im Rahmen der künstlerischen Freiheit

- Hamburg/Deutschland: Wenige Tage nach der Verleihung des Musikpreises Echo an die Gangsta-Rap-Musiker Kollegah und Farid Bang gibt der Rock-Musiker Marius Müller-Westernhagen die ihm bisher verliehenen sieben „Echos“ zurück. Auch weitere Preisträger gaben aus Protest gegen diverse Texte von Kollegah und Farid Bang, darunter Igor Levit, Enoch zu Guttenberg, Klaus Voormann und das Notos Quartett, ihre Auszeichnung zurück. Später folgte auch die Sächsische Staatskapelle Dresden, die ihren Echo Klassik zurückgab. Beanstandet werden u. a. die Zeilen „Mache wieder mal 'nen Holocaust, komm' an mit dem Molotow“ oder die Auschwitz-Metapher „Mein Körper definierter als von Auschwitz-Insassen“. Außerdem verlassen der Präsident des Deutschen Kulturrats, Christian Höppner, und der Präsident des Deutschen Musikrates, Martin Maria Krüger, den Beirat des Echo-Musikpreises.[50][51][52]
- Luxemburg/Luxemburg: Der Europäische Gerichtshof urteilt im Fall Vera Egenberger gegen das Evangelische Werk für Diakonie und Entwicklung (EWDE), dass kirchliche Arbeitgeber nicht bei jeder Stelle von Bewerbern eine Religionszugehörigkeit fordern können. Dieses Urteil kann Folgen für hunderttausende Arbeitsverhältnisse in der Europäischen Union haben. Gerichte dürfen nun im Zweifelsfall überprüfen, ob eine Stellenausschreibung an die Konfession der Bewerber gebunden sei (Az. C-414/16).[53][54]

### Mittwoch, 18. April 2018
- Cape Canaveral/Vereinigte Staaten: Mit dem Start einer Falcon-9-Trägerrakete mit dem Weltraumteleskop Transiting Exoplanet Survey Satellite (TESS) der NASA startet eine Mission zur Suche nach Exoplaneten.[55]
- Den Haag/Niederlande: Der Exekutivrat der Organisation für das Verbot chemischer Waffen (OPCW) weist die Darstellung Russlands zurück, dass der ehemalige Doppelagent Sergei Skripal am 4. März 2018 mit einem Gift aus einer „westlichen“ Quelle angegriffen worden sei. In Wahrheit sei lediglich der Vorläuferstoff des Kampfmittels BZ einer Kontrollprobe beigemischt worden.[56]
- Riad/Saudi-Arabien: Das US-amerikanische Unternehmen AMC Theatres eröffnet zusammen mit der saudischen Development and Investment Entertainment Company (DIEC) das erste Kino in Saudi-Arabien im Stadtteil King Abdullah Financial District in Riad, nachdem diese Art der Unterhaltung in dem Land 35 Jahre lang aus religiösen Gründen verboten war. Gezeigt wurde der US-amerikanische Science-Fiction-Actionfilm Black Panther.[57]

### Donnerstag, 19. April 2018

Logo von Adblock Plus

- Berlin/Deutschland: Das Bundesministerium des Innern, für Bau und Heimat bestätigt die Angaben von Dimitris Avramopoulos, Kommissar für Migration, Inneres und Bürgerschaft der Europäischen Union, wonach Deutschland im Rahmen des EU-Resettlement-Programms in den nächsten zwei Jahren 10.200 Flüchtlinge aufnehmen wird. Bundesinnenminister Horst Seehofer erklärt, diese Flüchtlinge würden auf die im Koalitionsvertrag vereinbarte Zuwanderungsspanne von jährlich 160.000 bis 220.000 Personen angerechnet.[58]
- Berlin/Deutschland: Im Bendlerblock wird der 16. Generalinspekteur der Bundeswehr, Eberhard Zorn durch Bundesverteidigungsministerin Ursula von der Leyen (CDU) in sein Amt eingeführt. Sein Vorgänger Volker Wieker wurde tags zuvor mit dem Großen Zapfenstreich in den Ruhestand verabschiedet.[59]
- Karlsruhe/Deutschland: Der Bundesgerichtshof stellt fest, dass der Internet-Dienst Adblock Plus (ABP), der das Anzeigen von Werbe-Inhalten verhindert, nicht gegen das Wettbewerbsrecht verstößt. ABP hebt die Blockade von Werbung u. a. dann auf, wenn der Inhaber einer Website das Betreiberunternehmen Eyeo GmbH dafür bezahlt.[60]
- Mbabane/Swasiland: König Mswati III. kündigt an seinem Geburtstag, während der vorverlegten Feierlichkeiten zum 50. Jahrestag der staatlichen Unabhängigkeit vom Vereinigten Königreich, die Umbenennung des „Kingdoms of Swaziland“ in „Umbuso weSwatini“ an.[61]
- Havanna/Kuba: Die Nationalversammlung wählt den von der Kommunistischen Partei nominierten Kandidaten Miguel Díaz-Canel zum Nachfolger des bisherigen Staatspräsidenten Raúl Castro. Die Brüder Fidel und Raúl Castro regierten Kuba über 60 Jahre hinweg.[62]

### Freitag, 20. April 2018

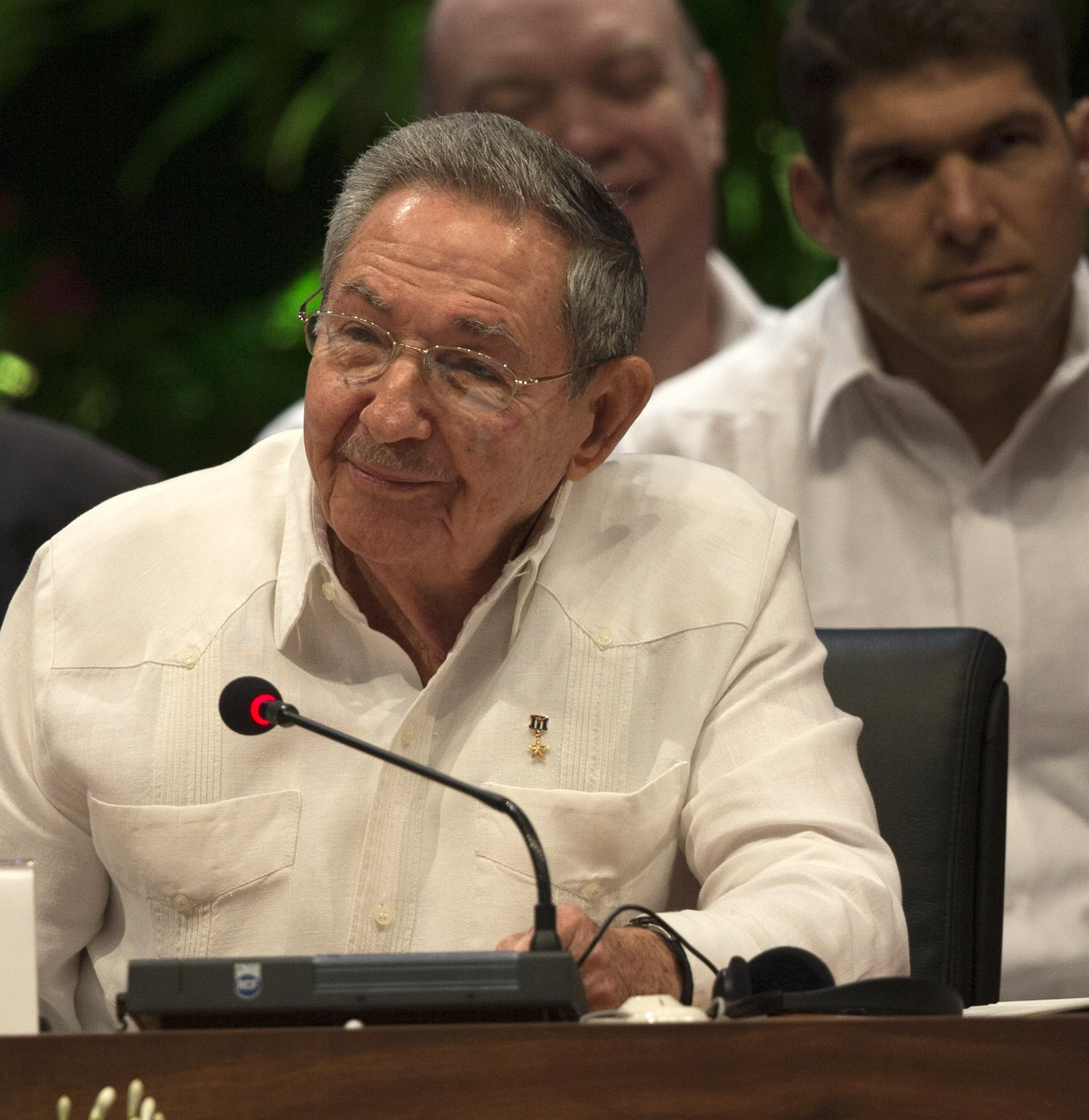
Raúl Castro war zehn Jahre Präsident Kubas

- Berlin/Deutschland, Wien/Österreich: Zwei Tage nachdem der Präsident der Republik Türkei Recep Erdoğan (AKP) vorgezogene Neuwahlen am 24. Juni für das Amt des Präsidenten sowie zum Parlament ankündigte, bekräftigen die Regierungen in Deutschland und Österreich, dass es in ihren Ländern aus rechtlichen Gründen keine Auftritte türkischer Politiker zu Wahlkampfzwecken geben könne.[63][64]
- Bremen/Deutschland: Ermittler untersuchen die Privatwohnung der ehemaligen Leiterin der Bremer Außenstelle des Bundesamts für Migration und Flüchtlinge wegen des Verdachts auf Bestechlichkeit und bandenmäßige Verleitung zur missbräuchlichen Asylantragsstellung in rund 2.000 Fällen. Die Mitarbeiterin soll in Eigenregie aussichtslose Asylverfahren an sich gezogen und zu einem für die Antragsteller positiven Abschluss gebracht haben.[65]
- Managua/Nicaragua: In der nicaraguanischen Hauptstadt und anderen Städten des Landes sterben mindestens zehn Menschen, als die Proteste gegen eine geplante Sozialreform eskalieren.[66]

### Samstag, 21. April 2018
- Berlin/Deutschland: Mit Bundesjustizministerin Katarina Barley (SPD) stellt erstmals ein Mitglied der Bundesregierung öffentlich einen Zusammenhang zwischen der Einwanderung von Menschen aus nahöstlichen sowie nordafrikanischen Staaten und der Zunahme von Antisemitismus in Deutschland her. Die Zeitung Der Tagesspiegel meldete im Februar, dass 2017 im Schnitt vier Straftaten gegen Juden und jüdische Einrichtungen pro Tag und insgesamt 32 Gewalttaten gegen Juden registriert wurden.[67][68]
- Neu-Delhi/Indien: Der Ministerrat beschließt, dass für die Vergewaltigung von unter-zwölfjährigen Kindern die Todesstrafe verhängt werden kann.[69]
- Pjöngjang/Nordkorea: Die staatlichen Medien melden, dass die politische Führung des Landes sich in Zukunft verstärkt der Wirtschaftspolitik zuwenden werde und das Nordkoreanische Kernwaffenprogramm als vollendet betrachtet.[70]

### Sonntag, 22. April 2018
- Asunción/Paraguay: Bei den Parlaments- und Präsidentschaftswahlen bestimmen die Wahlberechtigten den Nachfolger des nicht mehr kandidierenden Präsidenten Horacio Cartes. Dabei setzt sich Mario Abdo Benítez (Partido Colorado) gegen Efraín Alegre von der Authentischen Radikal-Liberalen Partei (PLRA) durch.[71]
- Berlin/Deutschland: Beginn der 4. Weltkakaokonferenz. Dabei geht es neben der wirtschaftlichen Zusammenarbeit auch um die Lebensbedingungen von Kleinbauern in den Anbauländern Afrikas dauerhaft und wirksam zu verbessern bei den niedrigen Weltmarktpreisen für Kakao.[72]
- Kabul/Afghanistan: Ein Selbstmordattentat in einer Menschenmenge führt zum Tod von mindestens 57 Personen, über einhundert weitere Personen werden verletzt. Die Menge hatte sich versammelt, weil in Afghanistan zu der Zeit Wählerregistrierungen für die Parlamentswahl im Oktober stattfanden. Die Terrororganisation Islamischer Staat reklamiert die Tat für sich.[73]
- Managua/Nicaragua: Präsident Daniel Ortega erklärt nach tagelangen Protesten, dass die geplante Anhebung der Beiträge zur Sozialversicherung um bis zu 22,5 % nicht stattfinden wird.[74]
- Salzburg/Österreich: Bei der Landtagswahl in Salzburg legt die ÖVP deutlich zu und bleibt stärkste politische Kraft im Parlament.[75]
- Tallinn/Estland: Konferenz der Parlamentspräsidenten der Mitgliedstaaten und der Kandidatenländer der Europäischen Union, InterParliamentary EU information eXchange (EU-PPK)
- Wiesbaden/Deutschland: Die Delegierten des SPD-Parteitags wählen die vom Parteipräsidium nominierte Vorsitzende der SPD-Bundestagsfraktion Andrea Nahles mit 66,3 Prozent der Stimmen zu ihrer neuen Bundesvorsitzenden. Ihre Gegenkandidatin, die Flensburger Oberbürgermeisterin Simone Lange, erhielt 27,6 Prozent der Stimmen.[76]

### Montag, 23. April 2018
- Jerewan/Armenien: Nach sechs Tagen im Amt tritt Ministerpräsident Sersch Sargsjan zurück. Der frühere Präsident konnte durch eine Verfassungsreform seine Machtfülle zunächst erhalten. Nach seinem Amtsantritt kam es zu Massenprotesten in der Hauptstadt und in weiteren Städten des Landes, an denen sich zum Teil rund 50.000 Demonstranten beteiligten, darunter auch Soldaten.[77][78]
- London/Vereinigtes Königreich: Der zweite Sohn von Prinz William und Kate Middleton wird geboren.[79]
- Toronto/Kanada: Ein gemieteter Van fährt auf der Flaniermeile in eine Menschenmenge. Zehn Menschen kommen ums Leben, mindestens 15 weitere Personen werden verletzt. Der Täter wird festgenommen. Internet-Postings deuten darauf hin, dass er aus Frauenhass handelte.[80][81]

### Dienstag, 24. April 2018
- Berlin/Deutschland: Der Präsident des Zentralrats der Juden in Deutschland Josef Schuster rät Einzelpersonen vom Tragen der Kopfbedeckung Kippa in deutschen Großstädten ab. Der Präsident des Zentralrats der Muslime in Deutschland Aiman Mazyek bezeichnet Antisemitismus, Rassismus und Hass in einem Zeitungsinterview als „große Sünden“.[82][83]
- Berlin/Deutschland: Der Bundesverband Musikindustrie beschließt in einer außerordentlichen Sitzung, dass der Musikpreis Echo nicht mehr vergeben wird. Angedacht wird ein neuer Preis, der neben Verkaufserfolgen noch andere Kriterien berücksichtigen soll.[84]
- Jerusalem/Israel: Die Regierung Netanjahu beendet die umstrittene und bereits begonnene Abschiebung von rund 40.000 afrikanischen Asylsuchenden.[85]
- Nuuk/Grönland: Bei der Parlamentswahl verlieren die beiden größten Parteien der Insel, Siumut und Inuit Ataqatigiit, in der Summe gegenüber 2014 etwa 15 % Stimmenanteil und liegen nun fast gleichauf bei jeweils ungefähr 26 %.

### Mittwoch, 25. April 2018
- Singapur/Singapur: Das 32. ASEAN-Gipfeltreffen beginnt.

### Donnerstag, 26. April 2018
- Boracay/Philippinen: Der Zutritt auf die Insel Boracay wird für Auswärtige und Touristen für bis zu 6 Monate verwehrt. Grund dafür ist der Wildwuchs der Urlaubsindustrie, unter dem das tropische Paradies zusammenzubrechen droht. Dies erklärte der Präsident der Philippinen Rodrigo Duterte.[86]
- München/Deutschland: Mit einem Sieg im siebten Finalspiel der Deutschen Eishockey Liga sichert sich der EHC Red Bull München die dritte deutsche Meisterschaft im Eishockey in Folge.[87]

### Freitag, 27. April 2018

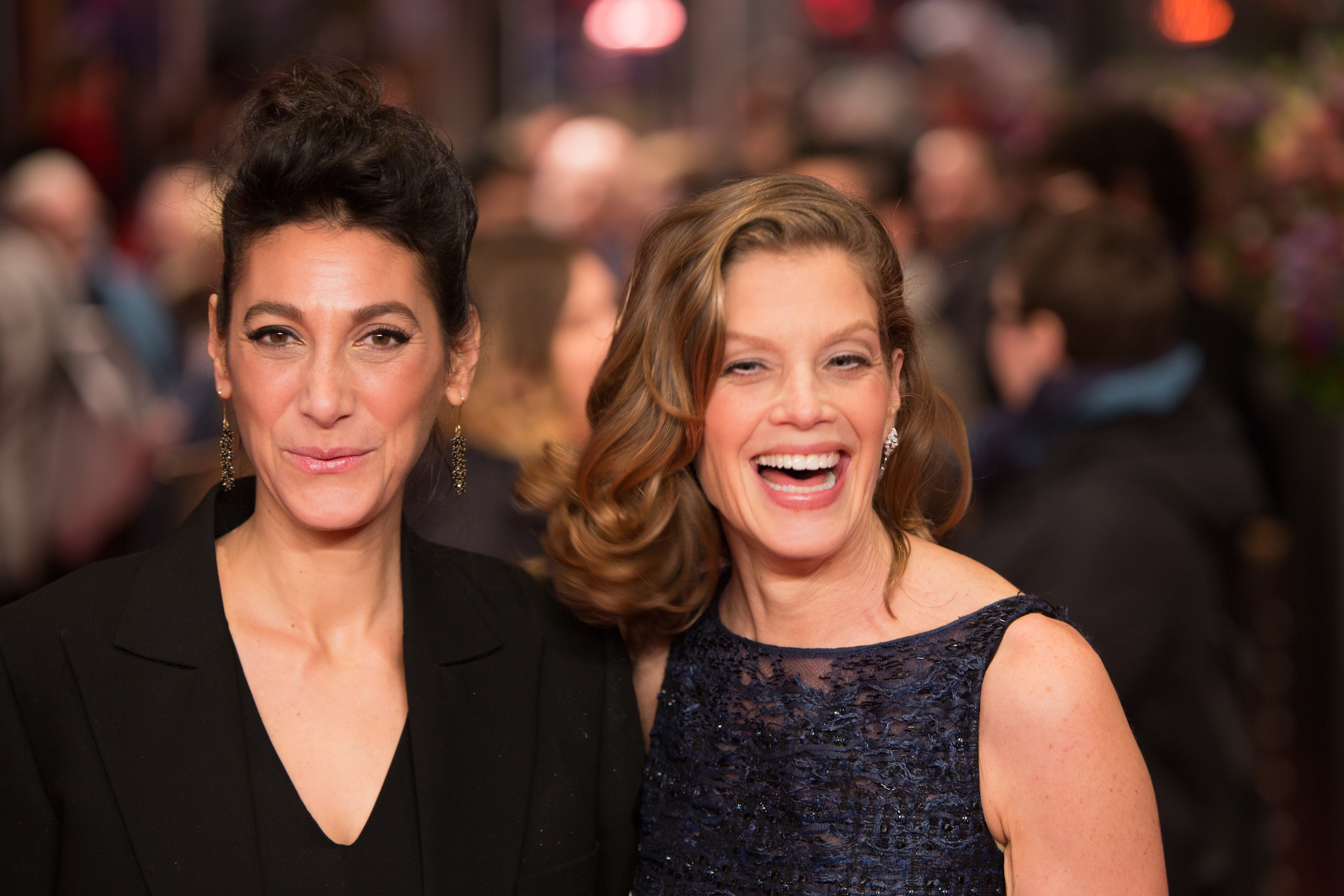
Emily Atef, Marie Bäumer

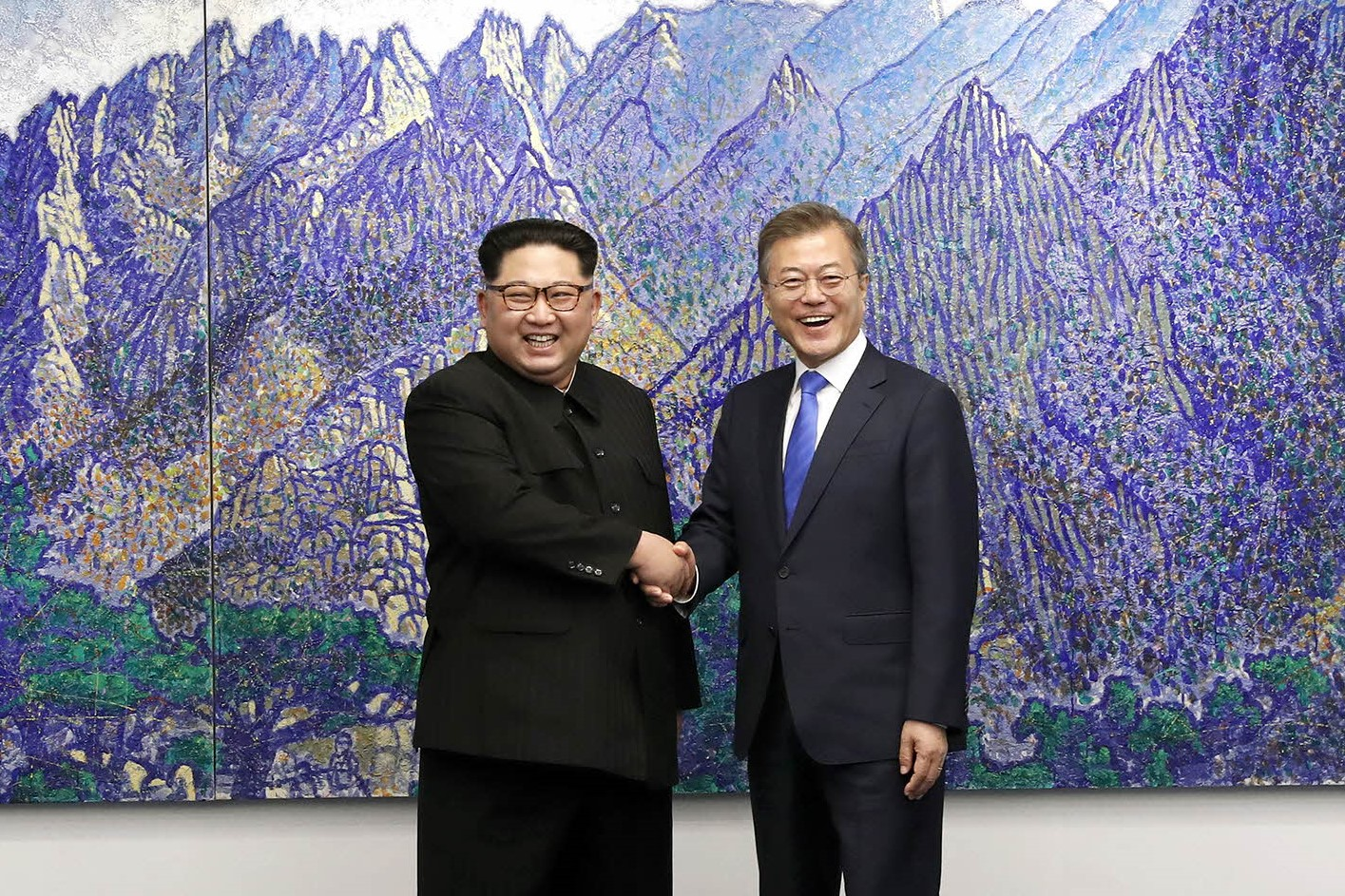
Interkoreanischer Gipfel

- Berlin/Deutschland: Bei der 68. Verleihung des Deutschen Filmpreises belegt das biografische Werk 3 Tage in Quiberon von Regisseurin Emily Atef in sieben Kategorien den ersten Platz.[88]
- Demilitarisierte Zone (Korea): Der Oberste Führer der Demokratischen Volksrepublik Korea, Kim Jong Un, und der Präsident der Republik Korea, Moon Jae-in, reichen sich in der Joint Security Area Panmunjeom die Hände und überqueren symbolträchtig die im Boden eingelassenen Betonschwellen, die den Beginn des jeweils anderen Staatsgebiets anzeigen. Die Demarkationslinie besteht seit 1953. Später am Tag befürworten beide Staatschefs ein „atomwaffenfreies Korea“.[89]
- Wien/Österreich: Renate Anderl wird zur Präsidentin der Arbeiterkammer gewählt.

### Samstag, 28. April 2018
- Bern/Schweiz: Der Berner SC Young Boys steht vorzeitig als Schweizer Fussballmeister 2018 fest, nachdem die Mannschaft am fünftletzten Spieltag den FC Luzern mit 2:1 besiegt.[90]
- Libreville/Gabun: Parlamentswahl
- Sankt Petersburg/Russland: Das erste schwimmende Kernheizkraftwerk mit KLT-Reaktor verlässt das Dock, in dem es gebaut wurde. Die Akademik Lomonossow soll in Murmansk mit Brennelementen ausgestattet werden und anschließend durch die Arktik nach Wiljutschinsk an der Pazifikküste fahren.[91]

### Montag, 30. April 2018
- Hama/Syrien: Bei mutmaßlich durch Israel durchgeführten Luftangriffen auf Stellungen der von dem Iran unterstützten Milizen im Bürgerkrieg in Syrien wird der Militärstützpunkt Nahar al-Bard rund 60 km nordwestlich der Stadt Hama mit dem Hauptquartier der 47. Brigade und ein Munitionsdepot sowie Stützpunkte nahe dem Flughafen Aleppo angegriffen. Dabei werden nach örtlichen Angaben 16 Menschen, darunter 11 Iraner getötet.[92][93][94]
- Kabul/Afghanistan: Bei einem Doppelanschlag des Islamischen Staates nahe dem NATO-Hauptquartier und der US-Botschaft südöstlich der Grünen Zone in Kabul sowie bei einem Feuergefecht in der Provinz Chost werden mindestens 36 Menschen getötet, darunter 10 Journalisten. Stunden später greift ein Selbstmordattentäter einen NATO-Konvoi im Bezirk Daman in der Provinz Kandahar an und tötet in der Explosionsnähe 11 Schulkinder einer Madrasa. Weitere 16 Menschen werden verletzt, darunter vier rumänische NATO-Soldaten.[95]
- Peking/China: Im Taiwan-Konflikt und aufgrund der Ein-China-Politik bricht die Dominikanische Republik die seit 1957 bestehenden diplomatischen Beziehungen mit der Republik China (Taiwan) ab und nimmt die Beziehungen mit der Volksrepublik China auf.[96]

## Weblinks

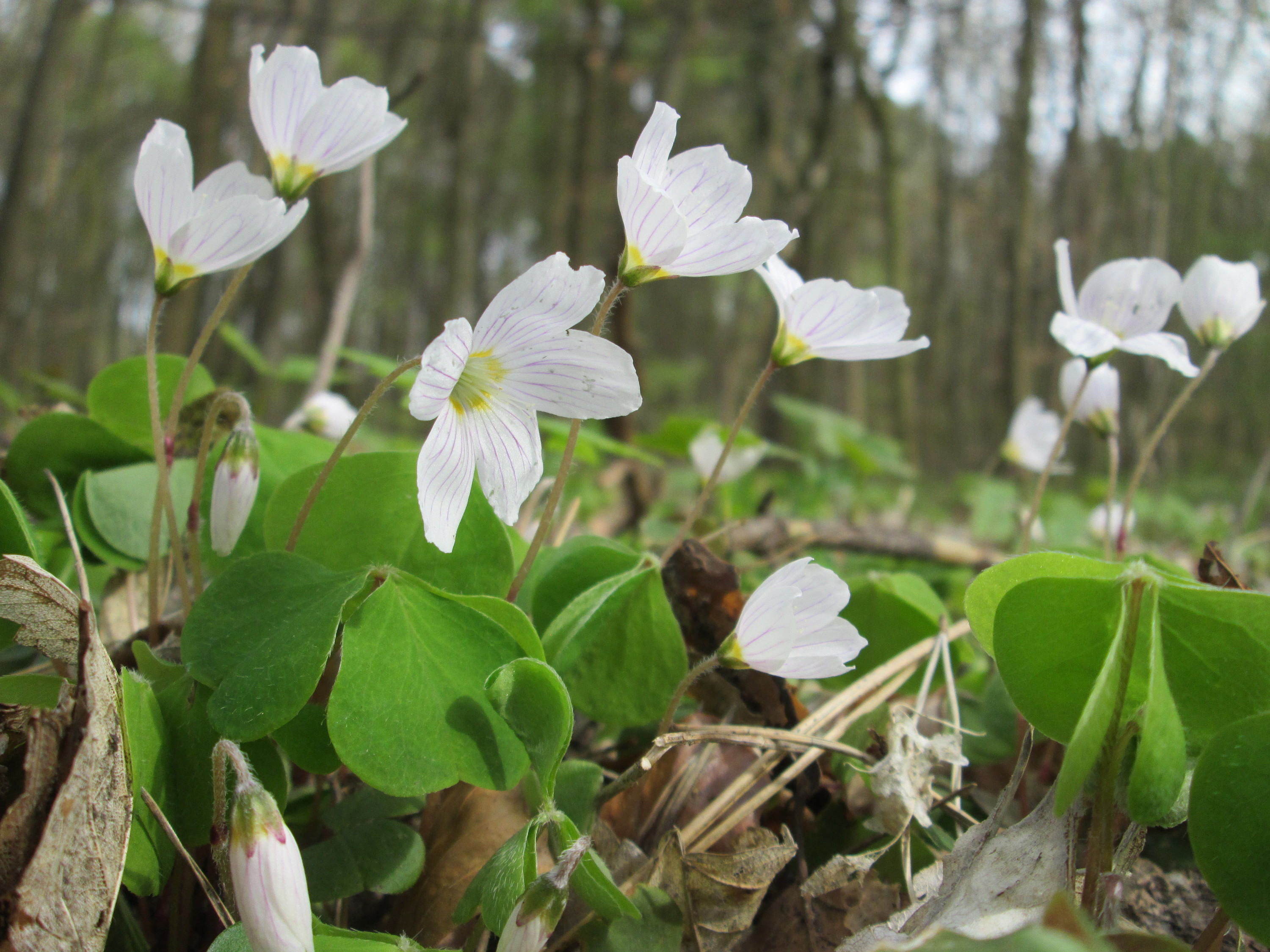
Saarland im April 2018
(Oxalis acetosella)